# Balatonrendes
Balatonrendes là một thị trấn thuộc hạt Veszprém, Hungary. Thị trấn này có diện tích 6,76 km², dân số năm 2010 là 120 người, mật độ 18 người/km².